# Maureen Raymo
Maureen E. "Mo" Raymo (Los Ángeles, 27 de diciembre de 1959) es una paleoclimatóloga y geóloga marina estadounidense. Es decana cofundadora de la Escuela del Clima de Columbia, directora del Observatorio de la Tierra Lamont-Doherty de la Universidad de Columbia, profesora G. Unger Vetlesen de Ciencias Ambientales y de la Tierra, y directora del repositorio central Lamont-Doherty en el Observatorio de la Tierra Lamont-Doherty de la Universidad de Columbia. Es la primera científica climática y la primera científica en dirigir la institución.
Raymo ha realizado un trabajo pionero sobre las edades de hielo, el registro geológico de temperatura y el clima, examinando y teorizando sobre el enfriamiento y el calentamiento global y las transiciones en los ciclos de la edad de hielo. Su trabajo es la base de ideas fundamentales en paleo-ceanografía, incluida la Hipótesis de Uplift-Weathering, el "problema de los 41 000 años", la paradoja del nivel del mar del Plioceno y la pila de δ18O de Lisiecki-Raymo.
Entre otros premios y distinciones, Raymo se convirtió en 2014 en la primera mujer en ganar la Medalla Wollaston de geología, que en ese momento se otorgaba desde hacía 183 años. En su nominación fue descrita como "... una de las figuras más destacadas e influyentes de los últimos 30 años".

## Trayectoria
Asistió a la Universidad Brown, en la que se licenció Geología en 1982. A continuación, asistió a Universidad de Columbia, donde obtuvo un master (M.A.) en Geología en 1985, un master (M.Phil.) en Investigación Geológica en 1988, y su doctorado (Ph.D.) en Geología en 1989.
Es conocida por haber desarrollado (junto con William Ruddiman y Philip Froelich) la Hipótesis de Uplift-Weathering. Según esta hipótesis, el levantamiento tectónico de áreas como la meseta tibetana ha contribuido al enfriamiento de la superficie. Durante las fases de formación de las cadenas montañosas, hay en la superficie muchos minerales que pueden interactuar químicamente con el dióxido de carbono. Durante el proceso de meteorización química, hay una eliminación neta de CO2 de la atmósfera, como resultado de lo cual la temperatura en el suelo disminuye. Al principio, ella y sus colegas  sugirieron que la medición de las proporciones de isótopos de estroncio (Sr) en los sedimentos oceánicos profundos podría corroborar la hipótesis, pero pronto reconocieron que existían ambigüedades en las fuentes de Sr en el océano. Más de veinte años después, la hipótesis sigue siendo debatida y estudiada.

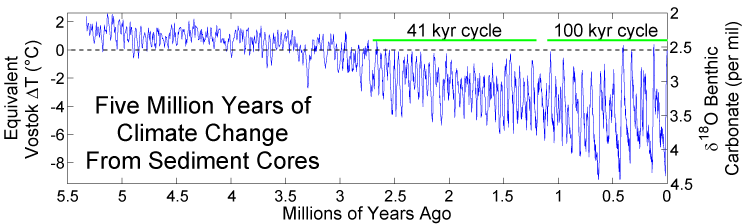
Reconstrucción de los últimos 5 millones de años de historia climática, basada en el fraccionamiento de isótopos de oxígeno en núcleos de sedimentos de aguas profundas (que sirven como indicador de la masa global total de capas de hielo glacial), ajustada a un modelo de variaciones orbitales (Lisiecki y Raymo 2005) ya la escala de temperatura derivada de núcleos de hielo Vostok siguiendo a Petit et al. (1999).

Raymo también es conocida por su trabajo interdisciplinario, particularmente por el uso de la paleoceanografía para comprender mejor la circulación termohalina y el ritmo de las glaciaciones durante el Pleistoceno y el Plioceno y su relación con el cambio en las variaciones orbitales y la dinámica climática de Milankovitch. Junto con su colaboradora Lorraine Lisiecki, ha realizado importantes contribuciones a la ciencia paleoclimática y estratigráfica por medio del análisis de isótopos de oxígeno de foraminíferos procedentes de núcleos de muestras de sedimentos oceánicos profundos, incluida la publicación del registro de isótopos de oxígeno estable de foraminíferos bentónicos LR04 de 5 millones de años, ampliamente utilizado.

## Premios
Es miembro de la Unión Americana de Geofísica  y de la Asociación Estadounidense para el Avance de la Ciencia. En 2016 fue elegida miembro de la Academia Nacional de Ciencias. Ha ganado varios premios por su trabajo científico, incluido convertirse en 2014 en la primera mujer en recibir la prestigiosa Medalla Wollaston, el máximo galardón de la Sociedad Geológica de Londres. En 2014, recibió la Medalla Milutin Milankovic en la reunión anual de la Unión Europea de Geociencias por su uso de la geoquímica, la geología y la geofísica para resolver los grandes problemas de la paleoclimatología. En 2019, recibió la Medalla Maurice Ewing de la Unión Geofísica Estadounidense. En 2022 fue elegida miembro de la Real Academia de las Ciencias de Suecia, Clase de Geociencias.
En 2002, la revista ilustrada Discover la incluyó en una lista de las 50 mujeres más importantes de la ciencia y, en su nominación a la Medalla Wollaston, el profesor James Scourse la describió como ".. una de las figuras más destacadas e influyentes de los últimos 30 años. . . Ha sido un importante modelo para las mujeres científicas: se puede llegar a la cima".